# Памяти жертв геноцида крымско-татарского народа (серебряная монета Украины)
Памяти жертв геноцида крымскотатарского народа — памятная монета номиналом 10 гривен, выпущенная Национальным банком Украины. По описанию на официальном сайте эмитента «Посвящена памяти жертв геноцида крымскотатарского народа. 18 мая 1944 советские власти начали депортацию крымских татар с их исторической Родины — Крыма. Их принудительное выселение, лишения в пути и ограничение средств к существованию привело к гибели большой части депортированных». Национальный банк Украины ввёл в обращение монету при участии Государственной службы Украины по вопросам Автономной Республики Крым и города Севастополя. Монета изготовлена с использованием технологии патинирования. 
Монета введена в обращение 12 мая 2016 года. Она относится к серии «Другие монеты». Сообщается, что помимо серебряных монет в количестве 2 тысячи и номиналом десять гривен, в обращение поступили 30 тысяч монет из нейзильбера номиналом пять гривен. 

## Описание монеты и характеристики[5][6]
| Номинал, грн. | Металл           | Масса, г   | Диаметр, мм | Качество изготовления     | Гурт                           | Тираж, штук |
| ------------- | ---------------- | ---------- | ----------- | ------------------------- | ------------------------------ | ----------- |
| 10            | серебро (Ag 925) | 31,1/33,62 | 38,6        | специальный анциркулейтед | гладкий с углубленной надписью | 2000        |

### Аверс
На аверсе монеты размещён малый Государственный Герб Украины, надпись «УКРАИНА», год чеканки монеты «2016», номинал — «10»/«ГРИВЕН» и композиция: на зеркальном фоне — карта Крымского полуострова, на которой изображен герб крымских татар — тамга, внизу — колёса паровоза, как символ депортации крымскотатарского народа.

### Реверс
На реверсе монеты изображена стилизованная композиция: депортированная крымско-татарская семья за колючей проволокой в вагоне и надписи: «18/05/1944» (вертикально слева), «ГЕНОЦИД» / «КРИМСЬКОТАТАРСЬКОГО» / «НАРОДУ»  (вверху) и «QIRIMTATAR»/«HALQINIÑ»/«GENOTSIDI» (внизу). 

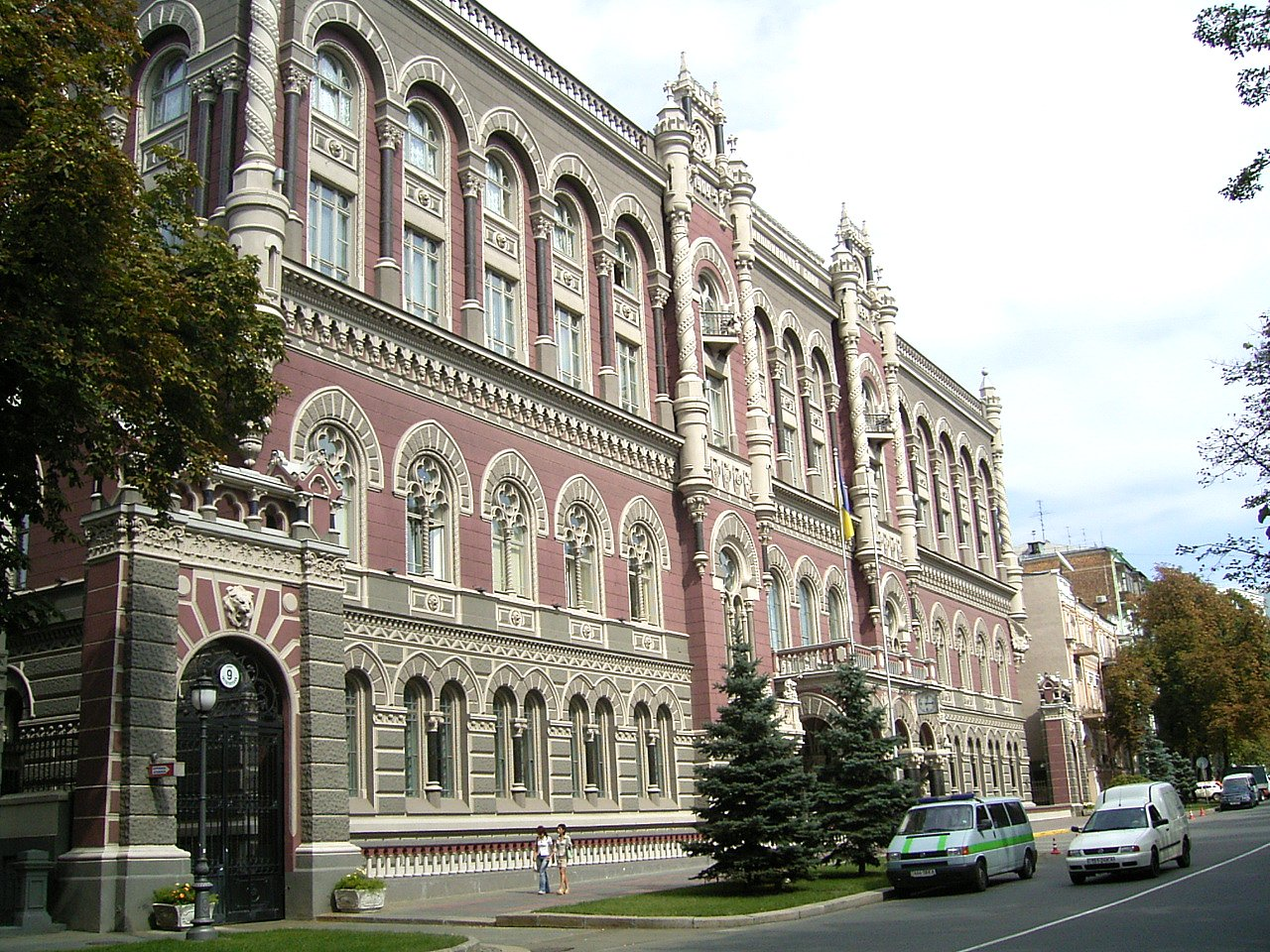
Здание Национального банка Украины

## Авторы
- Художники : Владимир Таран, Александр Харук, Сергей Харук, неоднократные победители[7] конкурса «Лучшая монета года Украины».
- Скульпторы : Владимир Демьяненко, Анатолий Демьяненко.

## Стоимость монеты
При вводе монеты в обращение в 2016 году, Национальный банк Украины реализовал монету через свои филиалы по цене 1098 гривен.
Фактическая приблизительная стоимость  монеты, с годами менялась так:
| Год        | 2017 | 2018 | 2019 | 2021 |
| ---------- | ---- | ---- | ---- | ---- |
| Цена, грн. | 3400 | 4300 | 4100 | 4500 |

## Значение события
Отмечается, что выпуск монет, посвящённых этому событию, важен «в контексте пересмотра итогов Второй мировой войны». По значимости это событие сравнивается с выпуском в 2008 году монеты, посвящённой Р. Шухевичу .

Презентация монеты состоялась 25 мая 2016 года в Музее денег НБУ. Как заявила представитель НБУ В. Сузанская: 
Верховная Рада Украины признала принудительное выселение крымскотатарского населения с территории Крымского полуострова в 1944 году геноцидом. 18 мая в Украине объявлен Днем памяти жертв геноцида крымскотатарского народа. Национальный банк Украины внимательно следит за общественно-политической жизнью государства и не мог остаться в стороне и выпустил две памятные монеты, посвященные трагическим страницам истории крымскотатарского народа.

## Ссылка
- Описание монеты на сайте Национального банка Украины